# Педоново
Педо́ново — деревня в Глазовском районе Удмуртии в составе сельского поселения Гулёковское.

## География
Находится на расстоянии примерно 12 км на юг-юго-запад по прямой от центра района города Глазов.

## История
Известна с 1802 года как починок Вниз по Убыть с 8 дворами. В 1873 году здесь (починок Вниз по Убыте или Педоново) дворов 14 и жителей 134, в 1905 (деревня Вниз по реке Убыти или Педоново) 36 и 277, в 1924 (Педоново или Вниз по Убыти) 54 и 362 (2/3 удмурты). Первоначальная деревня Педоновская прекратила существование на старом месте (у дороги к пионерскому лагерю «Чайка»), которое называется у местных «Старая деревня» (Вужгурт). Жители той деревни образовали 2 деревни — Знание и Педоново. В советское время работали колхозы «Первое мая», «Новый путь», совхоз «Глазовский».

## Население
Постоянное население составляло 110 человек (удмурты 60 %, русские 31 %) в 2002 году, 88 в 2012.